# Прапор Дрогобицького району
Пра́пор Дрого́бицького райо́ну затверджений рішенням сесії районної ради. Автори проекту прапора  — А. Гречило та Л. Сікора.

## Опис прапора
Прапор Дрогобицького району являє собою прямокутне полотнище зі співвідношенням ширини до довжини 2:3, складене з трьох рівновеликих горизонтальних смуг — синьої, зеленої та чорної, у центрі — жовтий хрест із колом (розмах рамен хреста дорівнює 2/3 ширини прапора). Кольори на горизонтальному триколорі символізують три багатства регіону: голубий — мінеральні води (нафтуся), що є туристичним магнітом регіону; зелений — безкраї ліси, що символізує лісозаготівку, що є історичним промислом регіону; чорний — нафта, що символізує нафтовидобування, що також було історичним промислом регіону.